# Герхард Домаг
Герхард Йоханес Пол Домаг или Домак е германски патолог и бактериолог, известен с откриването на Sulfonamidochrysoidine (КИ-730) – първия в търговската мрежа антибиотик и предлаган на пазара под името на марката „Prontosil“. През 1939 година получава Нобелова награда за физиология или медицина за откриването на сулфонамидите.